# Palau Blaugrana

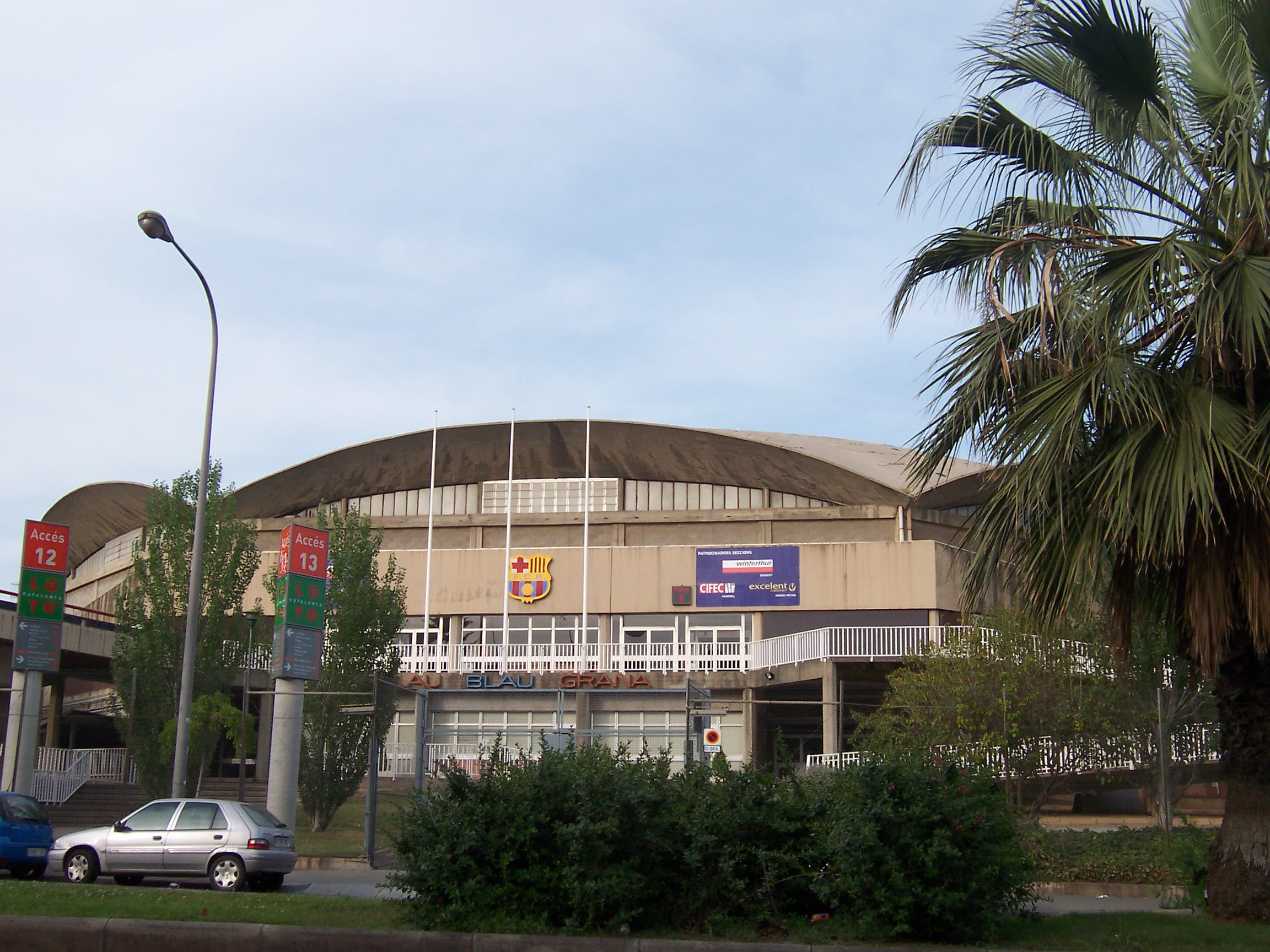
Budynek Palau

Palau Blaugrana – hala sportowa, w której drużyna FC Barcelona rozgrywa domowe mecze koszykówki, futsalu, piłki ręcznej i hokeja na wrotkach. Zadaszony pawilon został oddany do użytku dnia 23 października 1971 roku, a konstruktorami byli Francesc Cavaller i Josep Soterans.

## Modernizacja
Hala została poddana modernizacji w 1994 roku, ponieważ nie pomieściła wcześniej coraz liczniejszej grupy kibiców. Zbudowano większą trybuny, w wyniku czego hala zyskała pojemność 7585 osób.

## Ważne mecze
Na tej hali drużyna z sekcji piłki ręcznej wywalczyła siedem zwycięstw w europejskich pucharach szczypiornistów, po raz ostatni w roku 2005 (mecz przeciwko BM Ciudad Real). Drużyna z Katalonii na hali triumfowała w sezonie 2003/2004 w Lidze ACB. Obiekt był miejscem rozgrywania konkurencji w hokeju na wrotkach, taekwondo i judo podczas Igrzysk Olimpijskich w Barcelonie, które odbyły się w 1992 roku.